# 現存天守

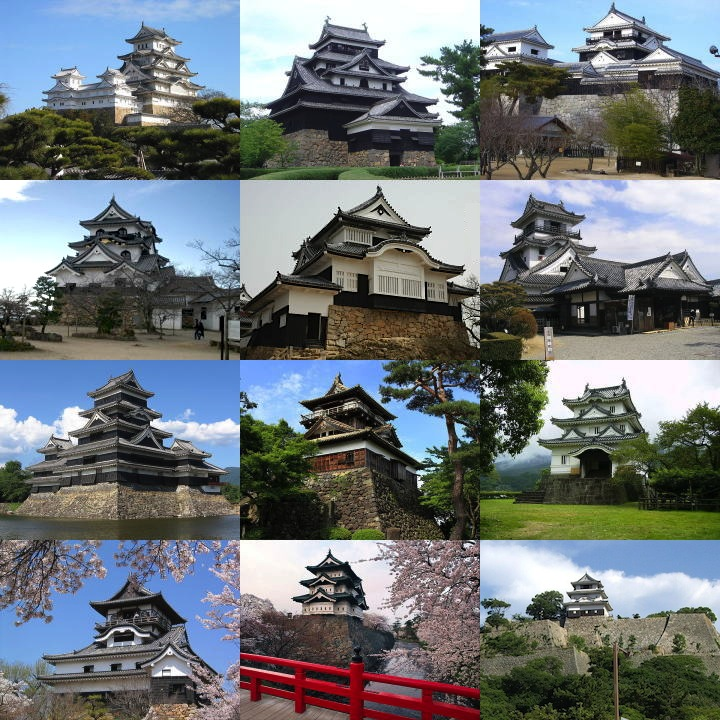
現存12天守

現存天守指的是日本城郭中保留有江戶時代及更早之前修築的天守的城堡。現存天守之外的天守被稱為復原天守、復興天守或模擬天守。現存天守並不一定是創建當時原貌。有的是經過多次修復，幾乎維持原貌的天守（姬路城、彥根城）；有的是城郭原本天守經重建或改建的天守（犬山城、松本城、高知城、松江城）；有的是附屬部分建築物燒毀或改建後的建築（宇和島城）；有的雖然其他建築被拆，只有天守主體得到保存的天守（備中松山城・松山城・弘前城・丸龜城）；有的是利用遺材重建的天守（丸岡城）在1940年代之前，水戶城、大垣城、名古屋城、和歌山城、岡山城、福山城、廣島城、松前城天守也是現存天守，但毀於美軍空襲或大火。現存天守中的姬路城、彥根城、犬山城、松本城、松江城五座天守是日本國寶。其他七座天守也作為重要文化財加以保護。

## 外部連結
- 『日本の城 （页面存档备份，存于）』 - 科学映像館Webサイトより《→YouTube版 （页面存档备份，存于）》
- 発見!ニッポン城めぐり